# スプライト (伝説の生物)

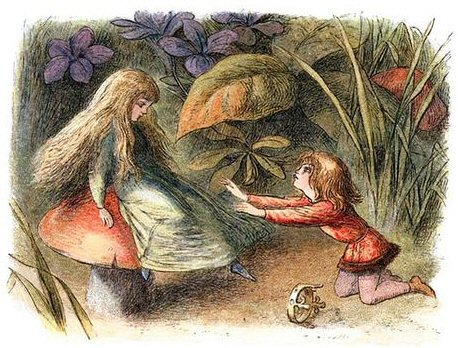
アンドルー・ラング作、リチャード・ドイル絵の絵本『誰でもない王女さま』（1884年）における水のスプライト（左）

スプライト（英:sprite）は、主にヨーロッパの民間伝承における伝説の生物。
妖精の一種とされるが、時には亡霊のことを指す場合もある。また、風の精霊とされシルフと同一視されたり、水の精霊とされたりすることもある。
名前の由来はラテン語の「spiritus」でフランス語の「esprit」（エスプリ）を経由している。他の綴りとしてはsprightがあり、またケルト神話のspriggan（スプリガン）も同様である。